# El Valamo
El Valamo är en ort i Mexiko.   Den ligger i kommunen Rosario och delstaten Sinaloa, i den centrala delen av landet, 800 km nordväst om huvudstaden Mexico City. El Valamo ligger 116 meter över havet och antalet invånare är 103.
Terrängen runt El Valamo är kuperad österut, men västerut är den platt. Runt El Valamo är det glesbefolkat, med 15 invånare per kvadratkilometer. Närmaste större samhälle är Escuinapa de Hidalgo, 15,0 km söder om El Valamo. I omgivningarna runt El Valamo växer i huvudsak lövfällande lövskog.